# Casa d'Ascània
La casa d'Ascània (alemany Askanier) fou una dinastia de governants alemanys. Era també conegut com a casa d'Anhalt, degut al seu govern d'Anhalt, la seva possessió més llargament mantinguda.
Als ascanis se'ls va posar el nom pel castell d'Ascània (o Ascària), Schloss Askanien, que està situat prop d'Aschersleben i deriva el nom d'aquesta. El castell era seu del comtat d'Ascània, un títol que estava més tard inclòs als títols dels prínceps d'Anhalt.
El primer membre conegut de la casa, Esicó, comte de Ballenstedt, apareix per primer cop en un document de 1036, i se suposa que era net (a través de la seva mare) d'Odó I, marcgravi de la Marca Oriental de Saxònia. De Odó, els ascanis heretaren extenses propietats a la Marca Oriental 
El net d'Esicó fou Otó de Ballenstedt, que va morir el 1123. Pel matrimoni d'Otó amb Eilika, filla de Magnus duc de Saxònia, els ascanis esdevingueren hereus a la meitat de les propietats de la casa dels billúngides, abans ducs de Saxònia.
El fill d'Otó, Albert l'Ós, es convertia, amb l'ajuda de l'herència de la seva mare, en el primer duc Ascani de Saxònia el 1139. Però va perdre el control de Saxònia aviat, enfront dels seus rivals de la Casa de Welf.
Tanmateix, Albert heretava el marcgraviat de Brandenburg del seu últim governant wend, Pribislav, el 1157, i es convertia en el primer marcgravi ascani. Albert, i els seus descendents de la casa d'Ascània, llavors feren progressos considerables cristianitzant i germanitzant aquelles terres. Com a terre de frontera entre cultures alemanyes i eslaves, el país es coneixia com a marca o marcgraviat.
El 1237 i el 1244 dues ciutats, Cölln i Berlín es fundaren durant el govern d'Otó i Joan, nets del marcgravi Albert l'Ós, (més tard s'unien en una ciutat, Berlín). L'emblema de la casa d'Ascània, àliga vermella i os vermell, es convertia en l'emblema heràldic de Berlín.
El 1320 la línia de Brandenburg dels ascanis es va extingir.
Després que l'emperador hagués deposat els governants güelfs de Saxònia el 1180, els ascanis retornaren per governar el ducat de Saxònia, que s'havia reduït a la seva meitat oriental per orde de l'Emperador. Tanmateix, fins i tot a Saxònia oriental, els ascanis només van poder establir el control en àrees limitades, principalment prop del riu Elba.
Al segle xiii, el comtat d'Anhalt se separava del ducat de Saxònia, i més tard, el ducat restant es dividia en Saxònia-Lauenburg i Saxònia-Wittenberg. Les dinasties ascànies en els dos estats saxons es van extingir el 1689 i el 1422, respectivament, però els ascanis continuaven governant en l'estat més petit, el d'Anhalt, i les seves diverses subdivisions, fins que la monarquia va quedar abolida el 1918.
Caterina la Gran, emperadriu de Rússia des de 1762 a 1796, fou membre de la casa d'Ascània, ella mateixa era la filla de Cristià August d'Anhalt-Zerbst, príncep d'Anhalt-Zerbst.

## Llista d'estats governats per la Casa d'Ascània
- Comtat, principat, i ducat d'Anhalt: vers 1100-1918
- Ducat de Saxònia i Electorat de Saxònia (Saxònia-Wittenberg): 1112, 1139-1142, 1180-1422
- Comtat de Weimar-Orlamünde: 1112-1486
- Margravate of Brandenburg: 1157–1320
- Marcgraviat de Brandenburg: 1157-1320
- Ducat de Saxònia-Lauenburg: 1269–1689
- Principat de Lüneburg: 1369–1388
- Principat i ducat d'Anhalt-Bernburg: 1252–1468 i 1603–1863
- Principat d'Anhalt-Zerbst: 1252–1396 i 1544–1796
- Principat d'Anhalt-Aschersleben: 1252–1315
- Principay i ducat d'Anhalt-Köthen: 1396–1561 i 1603–1847
- Principat i ducat d'Anhalt-Dessau: 1396–1561 i 1603–1863
- Principat d'Anhalt-Plötzkau: 1544–1553 i 1603–1665
- Principat d'Anhalt-Harzgerode: 1635–1709
- Principat d'Anhalt-Mühlingen: 1667–1714
- Principat d'Anhalt-Dornburg: 1667–1742
- Principat d'Anhalt-Bernburg-Schaumburg-Hoym 1718–1812 (de 1718 a 1727 anomenat Anhalt-Zeitz-Hoym)
- Imperi Rus: 1762–1796